# Gesichtsurne

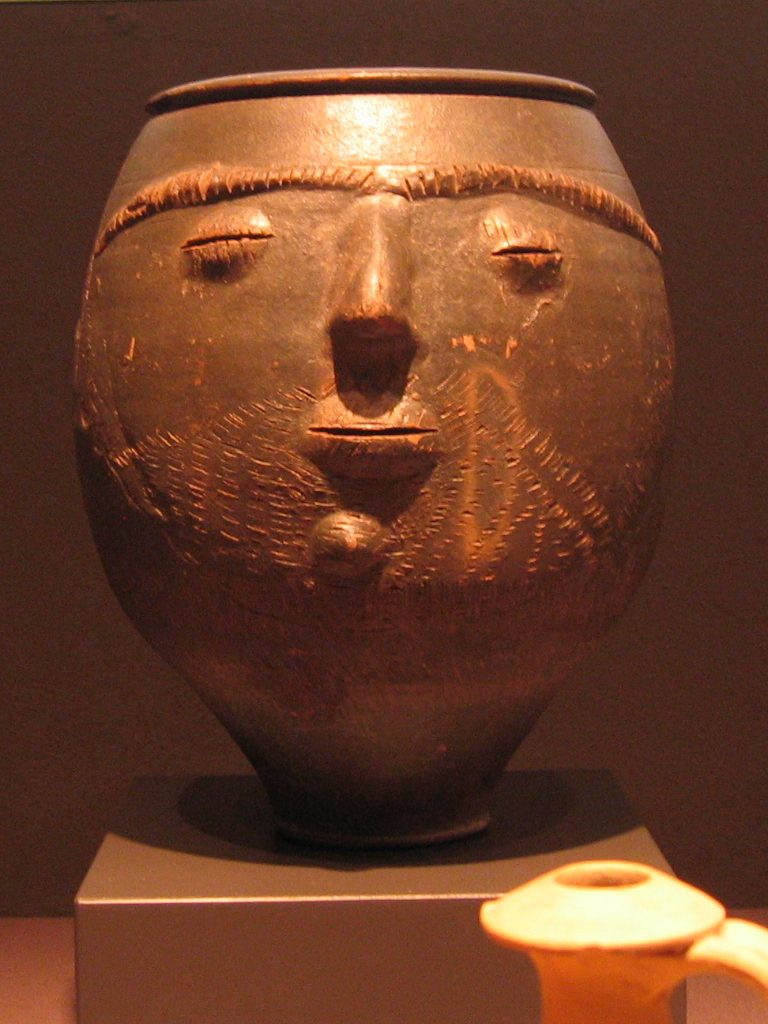
Römische Gesichtsurne aus dem Historischen Museum der Pfalz, Speyer

Die Gesichtsurne ist eine Bestattungsurne mit einer gesichtsähnlichen Verzierung auf dem Gefäßkörper. Gesichtsdarstellungen und Andeutungen auf Keramiken sind geographisch und chronologisch weit verbreitet. Bereits in der Jungsteinzeit treten sie auf der Balkanhalbinsel auf. Einen Schwerpunkt bildet ihre Nutzung in der europäischen Eisenzeit, in der gesichtsverzierte Gefäße zur Deponierung des Leichenbrandes benutzt wurden. Dabei ragen die etruskische Kultur in Italien und die nach dem Gefäßtyp benannte Pommerellische Gesichtsurnenkultur im Osten von Pommern heraus. In den Nachbargebieten dieser Kulturen kommen ebenfalls anthropomorphe bzw. gesichtsverzierte Gefäße vor.

## Gesichtsurnen der Großsteingräber
In den Großsteingräber der Steinzeit finden sich manchmal spezielle Gefäße, die sogenannten „ansigtskar“. Auf ihnen befinden sich Darstellungen zweier Augen mit den Augenbrauen. Das Augenmotiv kommt in Europa in Verbindung mit den Megalithanlagen vor. In Dänemark sind sie im so genannten Bundsø-Stil dekoriert, der seinen Höhepunkt um 3300–3200 v. Chr. hatte etwa zu der Zeit, als der Bau von Dolmen angefangen hat.

## Gesichtsurnen in der pommerellischen Gesichtsurnenkultur

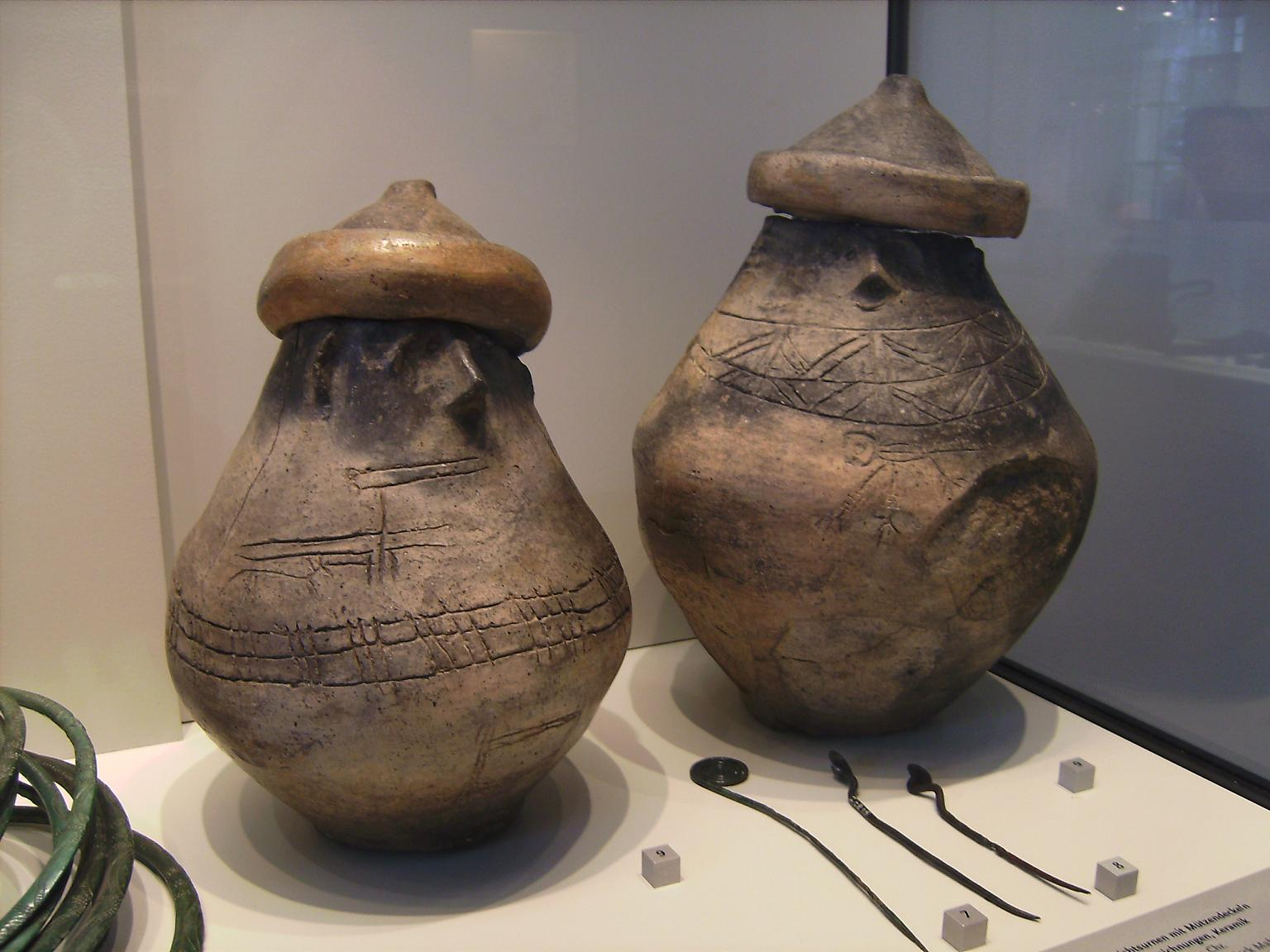
Pommerellische Gesichtsurnen (Museum für Vor- und Frühgeschichte, Berlin)

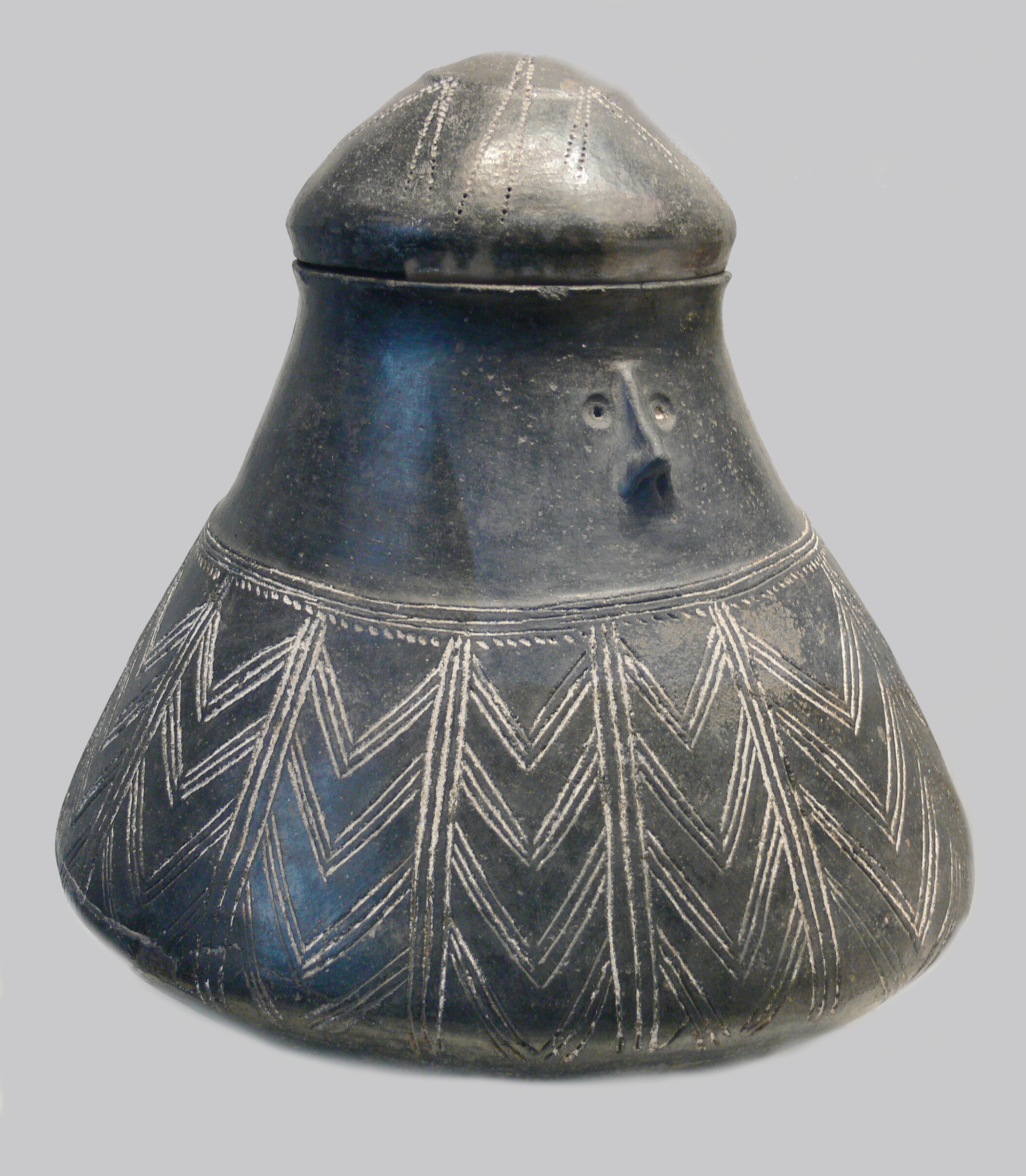
Gesichtsurne aus Dreidorf bei Lobsens, 6. Jahrhundert v. Chr. (Museum für Vor- und Frühgeschichte, Berlin)

Ihre geographische Verbreitung erstreckt sich über das mittlere Oder- und Weichselgebiet am Rand der Lausitzer Kultur und deren Nachfolgekulturen. Zeitlich werden sie hauptsächlich an den Beginn der Eisenzeit in diesem Gebiet gestellt (Hallstatt HA D1-3, Anfang LaTène A), etwa im 7.–5. Jahrhundert v. Chr. Die Asche der Verstorbenen in den Gesichtsurnen wurde in Steinkistengräbern verwahrt.
Die Urnenkörper selbst sind bauchige bis flaschenförmige Tongefäße unterschiedlicher Größe mit konisch hochgezogenem Halsteil, auf diesem sind plastisch geformte Brauen- und Nasenpartie sowie eingeritzte Augen und Mundlinie dargestellt, so dass ein menschliches Gesicht sichtbar ist.
Der „Mund“ ist nur selten dargestellt. Die „Ohren“ können als senkrechte Leisten neben dem „Gesicht“, auch durchlocht und mit Bronze- und Eisenringen (als „Ohrringe“) versehen sein. Schulter und Bauchteil sind meistens mit umlaufend wiederholten Ritzmustern verziert. Im Ganzen wirken die Gesichter trotz der recht einfachen Machart ausdrucksstark, einige scheinen zu lächeln, andere wiederum „schauen“ sehr ernst. In die Schulterpartie einiger Gefäße ist weitere Zier eingeritzt, selten als szenische Darstellungen, häufiger angedeutete Kolliers (Ringhalskragen) oder typisch früheisenzeitliche Formen von Gewandnadeln. Aufgrund einiger Parallelen in Grabfunden meinte Wolfgang La Baume weibliche (zwei Nadeln) von männlichen (eine Nadel) Urnen unterscheiden zu können. Dass sich hinter der geritzten „Ausstattung“ der Urnen mit Schmuck und Gewandnadeln Andeutungen der tatsächlichen zeitgenössischen Mode verbergen, zeigen die Grabfunde und auch einige Urnen selbst. An den im Schulterbereich liegenden metallenen Gewandnadeln konnten Stoffreste geborgen werden. Diese Urnen waren also vermutlich in Stoff (das „Gewand“) eingewickelt. Dies entsprach der Trageweise am Menschen im „Brustbereich“ der Urne mit Nadeln befestigt. Die Gefäßöffnung wurde meistens durch einen ebenfalls tönernen Deckel verschlossen, der zuweilen an eine Kopfbedeckung erinnert (Mützendeckel, Falzdeckel).
La Baume (1932), bestärkt von der hohen Individualität der Gesichtsdarstellungen und dem offensichtlichen Mühen, die Gefäße, ganz wie Menschen, mit Trachtbestandteilen auszustatten, sah in den Urnen zunächst die Darstellung des Verstorbenen selbst. Im Verlauf seiner weitreichenden Untersuchungen änderte er jedoch seine Meinung (La Baume 1963), denn trotz der hohen Individualität finden sich die jeweils typologisch ähnlichsten Urnen auf demselben oder einem benachbarten Gräberfeld, d. h. die naheliegendste Deutung sind Werkstatt- oder Meisterkreise, die durch ihr eigenes technisches Vermögen und ästhetisches Empfinden das Aussehen der Urnen prägten.
Neben diesen typischen pommerellischen Gesichtsurnen, deren Verbreitung sich weitgehend auf das Gebiet der gleichnamigen Kultur beschränkt, kommen noch weitere, meist einfachere Formen vor.

## Norddeutschland – die „Kimbrischen Gesichtsurnen“
Der Begriff ist von La Baume geprägt worden, da sich die Verbreitung des Urnentyps (Jütland, Schleswig-Holstein) mit dem vermutlichen Aufbruchsgebiet der späteren Kimbern überschneidet. Das zeitliche Vorkommen stimmt nur bedingt mit dem der pommerellischen Gesichtsurnen überein. Die frühsten Formen sind ab der Periode IV der nordischen Bronzezeit in Nordjütland belegt, vereinzelt laufen die Gesichtsurnen bis in die Jastorfstufe I.
Meist handelt es sich um einfach gehenkelte Gefäße, wobei links und rechts neben dem Henkel jeweils ein Einstich oder eine Delle angebracht ist – diese also als „Augen“ und der Henkel gleichsam als „Nase“ fungiert. Der „Mund“ wird äußerst selten dargestellt.

## Mitteldeutsche Gesichtsurnen
Die Stücke der frühen Eisenzeit (Hallstatt C/D1) beschränken sich in geographischer und zeitlicher Ausdehnung weitgehend auf das Gebiet der Hausurnenkultur, das östliche Niedersachsen, das Nordharzvorland bis an die Elbe und im Süden bis in die Gegend von Halle (Saale).
Die Formenvielfalt erreicht in diesem Gebiet wohl ihre Blüte. Einfachste Stücke bestehen aus einem Keramikgefäß von üblichem kulturellen Gepräge, in das zwei Löcher dicht nebeneinander in Randnähe angebracht wurden (Augenurnen). Freilich ist bei solchen Stücken immer die Gefahr gegeben, dass es sich bei den Löchern nicht um eine Augendarstellung, sondern um funktionale Durchbohrungen handelt – etwa zum Zwecke des Deckelverschlusses. Weiterhin kommen eindeutige Gesichtsdarstellungen ähnlich denen auf den pommerellischen Stücken vor. Als davon zumindest inspiriert kann das Einzelstück der kugelrunden Gesichtsurne aus Menz gelten.
Merkwürdig sind außerdem die Mischformen von Haus- und Gesichtsurne, dergestalt, dass an einem Gefäß lokaler Formgebung in der Wandung eine rechteckige Öffnung („Tür“) angebracht wurde und über dieser zwei Eindellungen oder Einstiche als „Augen“ – die für die Hausurnen so typische „Tür“ kann hier also gleichzeitig als „Mund“ interpretiert werden. Wie bei den üblichen Hausurnen ist auch hier meistens die eigentliche Gefäßmündung fest mit einem angedeuteten Deckel verschlossen. Die Deckel ähneln zuweilen wieder den Kappen- oder Mützendeckeln der Pommerellischen Urnen. Als weitere Parallele lassen sich hier ebenfalls Werkstatt- oder Meisterkreise vermuten, denn auf dem Gräberfeld von Eilsdorf kamen drei sich sehr stark ähnelnde Gesichtsurnen eines lokalen Types zu Tage.

## Deutung der Gesichtsurnen
Wie oben bemerkt, hat La Baume die Idee der individuellen Menschendarstellung fallen lassen, stattdessen favorisierte er später, wie auch Oelmann (1929) die Ansicht, es handele sich um apotropäische Verzierungen. Insbesondere die Mischformen mit den Hausurnen, die sie als Speichergefäße betrachten, ziehen sie begründend heran – die Speicher sollen vermittels der Gesichts- oder Augendarstellung geschützt werden. Der Speichergedanke der Hausurnen lässt sich allerdings sowohl aus genetischer als auch funktionaler Sicht widerlegen. Ein befriedigender Deutungsversuch, der über einfache ethnographische Analogieschlüsse einzelner Merkmale hinausgeht, fehlt daher bis heute.